# Christoph Hafer
Christoph Hafer (14 aprile 1992) è un bobbista tedesco.

## Biografia

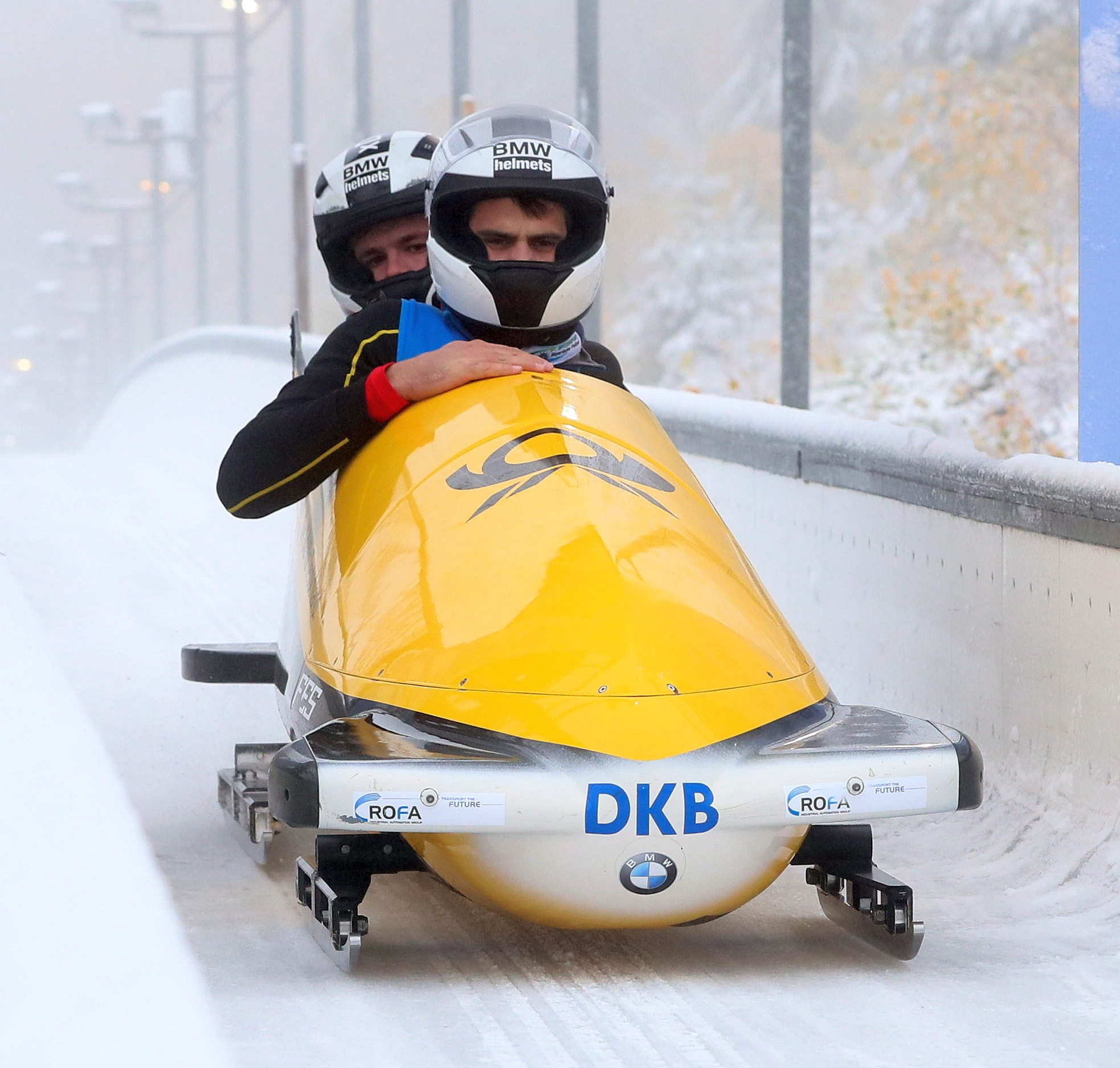
Christoph Hafer in allenamento ad Altenberg nel 2018

Ha iniziato a gareggiare nel 2011 come pilota per la squadra nazionale tedesca. Debuttò in Coppa Europa nel gennaio del 2011 e nel 2017-18 vinse la classifica generale della competizione in entrambe le specialità, aggiudicandosi quindi anche il trofeo di combinata maschile. Si distinse nelle categorie giovanili vincendo sei medaglie ai mondiali juniores, di cui una d'oro conquistata nel bob a quattro ad Altenberg 2015, edizione dove fu anche argento nella disciplina a due, più ulteriori quattro medaglie d'argento: bob a due a Winterberg 2016 e bob a quattro sia a Winterberg 2017 che a Sankt Moritz 2018). Vinse inoltre due medaglie agli europei juniores nella categoria under 26, entrambe ottenute nell'edizione del 2018, dove fu oro nel bob a due e argento a quattro.
Esordì in Coppa del Mondo nella stagione 2018-19, l'8 dicembre 2018 a Sigulda, dove chiuse la gara di bob a due al settimo posto; centrò il suo primo podio il giorno successivo nella stessa località, cogliendo la terza piazza nella gara biposto in coppia con Tobias Schneider. Detiene quali migliori piazzamenti in classifica generale l'ottavo posto nel bob a due, il sesto nel bob a quattro e il quarto nella combinata maschile, tutti raggiunti nel 2020-21.

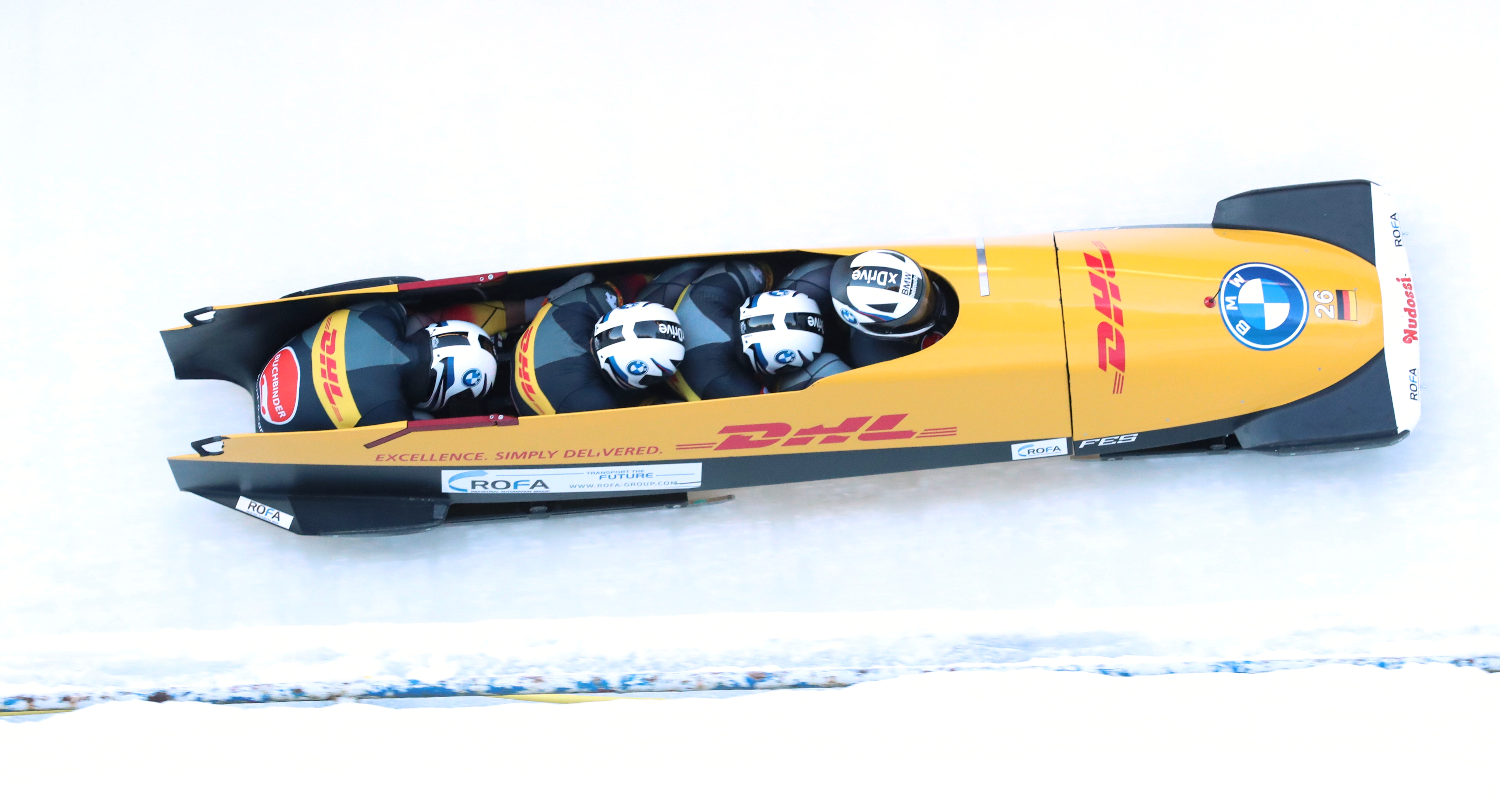
Christoph Hafer alla guida del bob a quattro ai campionati mondiali di Altenberg 2021

Prese parte a due edizioni dei campionati mondiali;  nel dettaglio i suoi risultati nelle prove iridate sono stati, nel bob a due: sedicesimo a Winterberg 2015 e settimo ad Altenberg 2021; nel bob a quattro: sesto ad Altenberg 2021. Agli europei ha vinto la medaglia di bronzo nel bob a due a Sigulda 2020 in coppia con Christian Hammers.
Ha inoltre vinto tre titoli nazionali, uno nel bob a due (2021) e due nel bob a quattro (2020 e 2021).

## Palmarès

### Olimpiadi
- 1 medaglia:
  - 1 bronzo (bob a due a Pechino 2022).

### Europei
- 1 medaglia:
  - 1 bronzo (bob a due a Sigulda 2020).

### Mondiali juniores
- 6 medaglie:
  - 1 oro (bob a quattro ad Altenberg 2015);
  - 5 argenti (bob a due ad Altenberg 2015; bob a due a Winterberg 2016; bob a quattro a Winterberg 2017; bob a quattro a Sankt Moritz 2018).

### Europei juniores under 26
- 2 medaglie:
  - 1 oro (bob a due nel 2018);
  - 1 argento (bob a quattro nel 2018).

### Coppa del Mondo
- Miglior piazzamento in classifica generale nel bob a due: 6º nel 2022/23.
- Miglior piazzamento in classifica generale nel bob a quattro: 6º nel 2020/21 e nel 2022/23.
- Miglior piazzamento in classifica generale nella combinata maschile: 4º nel 2020/21.
- 2 podi (nel bob a due):
  - 1 secondo posto;
  - 1 terzo posto.

### Campionati tedeschi
- 8 medaglie:
  - 3 ori (bob a quattro ad Altenberg 2020[1]; bob a due[2] e bob a quattro[3] a Schönau am Königssee 2021);
  - 3 argenti (bob a quattro a Schönau am Königssee 2018[4]; bob a quattro a Winterberg 2019[5]; bob a due ad Altenberg 2020[1]);
  - 2 bronzi (bob a quattro a Winterberg 2014[6]; bob a due a Winterberg 2019[7]).

### Circuiti minori

#### Coppa Europa
- Vincitore della classifica generale nel bob a due nel 2017/18;
- Vincitore della classifica generale nel bob a quattro nel 2017/18;
- Vincitore della classifica generale nella combinata maschile nel 2017/18;
- 31 podi (14 nel bob a due, 17 nel bob a quattro):
  - 6 vittorie (2 nel bob a due, 4 nel bob a quattro);
  - 13 secondi posti (6 nel bob a due, 7 nel bob a quattro);
  - 12 terzi posti (6 nel bob a due, 6 nel bob a quattro).